# Bernard Doray
 (mars 2011).
Si vous disposez d'ouvrages ou d'articles de référence ou si vous connaissez des sites web de qualité traitant du thème abordé ici, merci de compléter l'article en donnant les références utiles à sa vérifiabilité et en les liant à la section « Notes et références ».
Pour les articles homonymes, voir Doray.
Bernard Doray, né à Sisteron le 3 août 1945 et mort le 3 juin 2021 à Ivry-sur-Seine,  est un psychiatre français, psychanalyste formé à l’anthropologie.

## Biographie
Bernard Doray est l'auteur d'une thèse de doctorat intitulée Le lien, le corps, la mémoire : propositions pour une reprise actuelle du legs freudien, faite sous la direction de Michèle Bertrand et soutenue en 1998.

## Publications
- Le taylorisme, une folie rationnelle ?, Dunod, 1981.
- Avec Michèle Bertrand, Psychanalyse et sciences sociales. Pratiques, théories, institutions, La Découverte, « TAP / Psychanalyse et société », 1989,  (ISBN 9782707119032). DOI : 10.3917/dec.bertr.1989.01.[lire en ligne],[3].
- Toxicomanies et lien social en Afrique : les inter-dits de la modernité., L'Harmattan, 1994.
- L’inhumanitaire ou le cannibalisme guerrier à l’ère néolibérale, la Dispute, 2000[4],[5].
- La dignité. Les debouts de l’utopie, la Dispute, 2006.
- Psychopathologie du travail : de la resymbolisation, Éres, 2011.